# Шойкина, Мадина Нурмагамбетовна
Мадина Нурмагамбетовна Шойкина (род. 31 января 1986, Талшик, Северо-Казахстанская область) — вратарь сборной Казахстана по футболу и ЖФК «БИИК-Казыгурт».

## Биография
Окончила школу в с. Талшик, приехала в Кокшетау и поступила в колледж. Здесь она и познакомилась с женским футболом. В 2006 году на турнире в Петропавловске стала вратарём и была признана лучшим голкипером турнира. После этого была приглашена к «Жерим-КУ» где является основным вратарём клуба.
Образование — высшее, окончила Кокшетауский государственный университет по специальности «Физическая культура и спорт».
В сборной Казахстана играет с 2009 года.